# Yaginumaella bulbosa
Yaginumaella bulbosa là một loài nhện trong họ Salticidae.
Loài này thuộc chi Yaginumaella. Yaginumaella bulbosa được Peng, Guo Tang & Li miêu tả năm 2008.